# 南アフリカ航空228便墜落事故
南アフリカ航空228便墜落事故は、1968年4月20日に南西アフリカ（現ナミビア）で発生した航空事故である。ヤン・スマッツ国際空港からヒースロー空港へ向かっていた南アフリカ航空228便（ボーイング707-344C）が経由地のウィンドフック・ホセア・クタコ国際空港から離陸した直後に墜落し、乗員乗客128人中123人が死亡した。この事故はナミビア史上最悪の航空事故となっている。

## 飛行の詳細

### 事故機
事故機のボーイング707-344C（ZS-EUW）は、1968年に製造番号19705/675として製造され、同年2月5日に初飛行を行っていた。南アフリカ航空に納入されたのは2月23日で、総飛行時間はわずか238時間の新造機だった。

### 乗員
機長は49歳の男性で、操縦を担当していた。総飛行時間は18,102時間で、ボーイング707では4,608時間の飛行経験があった。しかし、ボーイング707-344Cにおいては訓練中で、1時間程の経験しか無かった。
副操縦士は34歳の男性であった。総飛行時間は4,109時間で、ボーイング707では229時間の飛行経験があった。
航空機関士は50歳の男性であった。総飛行時間は11,443時間で、ボーイング707では2,688時間の飛行経験があった。
航空士は44歳の男性であった。228便にはこの他にもう1人パイロットが乗務していた。このパイロットは26歳の男性であった。総飛行時間は1,000時間で、ボーイング707では79時間の飛行経験があった。

## 事故の経緯
228便はヤン・スマッツ国際空港からウィンドフック・ホセア・クタコ国際空港、クアトロ・デ・フェベレイロ空港、グラン・カナリア空港、フランクフルト空港を経由してヒースロー空港へ向かう国際定期旅客便だった。ヤン・スマッツ国際空港からは70人の乗客が搭乗しており、ウィンドフック・ホセア・クタコ国際空港でさらに46人が搭乗した。GMT18時49分、228便はヤン・スマッツ国際空港の滑走路08から離陸した。事故当夜は新月であった。機体は650フィート (200 m)まで上昇し、水平飛行に移った。30秒後、228便は降下を開始した。離陸から50秒後、228便は滑走路から5,327m離れた地表に271ノット (502 km/h)の速度で衝突した。墜落時、機体は僅かに左に傾いた姿勢で、4基のエンジンが最初に地面に接触した。墜落時の衝撃により主翼内の燃料が発火し、2ヶ所で火災が発生した。現場は起伏の激しい場所であったため、救助隊が到着したのは40分後のことだった。機体前方部に着席していた9人の乗客が救助されたが、後に4人が死亡し、死者数は123人となった。

## 事故調査
事故機にはコックピットボイスレコーダー（CVR）とフライトデータレコーダー（FDR）が搭載されていなかったため、調査は困難を極めた。CVRとFDRの搭載は1968年1月1日に義務化されていたが、南アフリカ航空はこれらを調達できておらず、事故機を含む数機にはまだ搭載されていない状態だった。調査から、エンジンはいずれも正常であったと推測された。最終報告書では以下のことが事故原因として述べられた。
- この事故は人的要因によるものであり、エンジンや飛行計器に問題はなかった。
- 離陸は正常に行われており、高揚力装置は格納されており、エンジンは上昇推力に設定されていた。
- 地表に向かって降下している間も、機長は上昇していると思い込んでいたとみられる。機長はスタビライザートリムを調節してピッチ角を維持しようとしていた。
- 副操縦士は機体が降下していることを認識するのに十分な計器監視を行わなかった。

また、以下の要因が寄与したと述べられた。
- 機外の状況を目視で識別できない完全な暗闇のなかでの離陸。
- スタビライザートリムの不適切な変更。
- 空間識失調。

加えて、以下の要因が寄与した可能性が指摘された。
- 垂直速度インジケータの位置に関する一時的な混乱。パイロット達はボーイング707のモデルAとモデルBでの乗務に慣れていたが、これらとモデルCでは計器のレイアウトが異なっていた。
- ドラム・ポインタ高度計の読み取りミス。このタイプの高度計では表示されている高度を1,000フィート (300 m)読み違える危険があった[14][15]。
- バードストライク、またはその他の小さな出来事による注意の散漫。

この事故、及び他のCFIT事故を受けて連邦航空局は、対地接近警報装置（GPWS）がこのような事故の防止に有用であると判断した。1972年2月に規則が改正され、全てのジェット機についてGPWSの搭載が義務化された。